# 내털리 모랄레스 (언론인)
내털리 모랄레스(Natalie Morales, 1972년 6월 6일~)는 미국의 언론인, 뉴스 진행자이다.